# Alexis Allart
Alexis Allart (Charleville-Mézières, 7 agosto 1986) è un ex calciatore francese, di ruolo attaccante.

## Carriera
Cresciuto nelle giovanili del Monaco non esordisce mai in prima squadra, passa prima allo Louhans-Cuiseaux in Championnat National, 3ª serie francese, col quale segna 18 reti nonostante un'assenza di 2 mesi, poi al R.E. Mouscron, col quale fa due apparizioni nella massima divisione belga. A metà stagione viene prestato ai francesi del Sedan, squadra militante in Ligue 2, coi quali, nel maggio 2008 firma un contratto di 3 anni. Dopo aver segnato 36 gol in tre stagioni e mezzo, nel giugno del 2011 si accasa al Boulogne, sempre militante in Ligue 2. Con la retrocessione del Boulogne nel Championnat National nel 2012, dopo aver giocato la primissima parte della stagione coi rossoneri, passa in prestito allo Châteauroux, rimanendo in Ligue 2. Dopo una sola stagione passa a titolo definitivo all'Istres, militante sempre in Liugue 2.

## Statistiche

### Presenze e reti nei club
| Stagione            | Squadra           | Campionato        | Campionato | Campionato | Coppe nazionali | Coppe nazionali | Coppe nazionali | Coppe continentali | Coppe continentali | Coppe continentali | Altre coppe | Altre coppe | Altre coppe | Totale | Totale |
| Stagione            | Squadra           | Comp              | Pres       | Reti       | Comp            | Pres            | Reti            | Comp               | Pres               | Reti               | Comp        | Pres        | Reti        | Pres   | Reti   |
| ------------------- | ----------------- | ----------------- | ---------- | ---------- | --------------- | --------------- | --------------- | ------------------ | ------------------ | ------------------ | ----------- | ----------- | ----------- | ------ | ------ |
| 2006-2007           | Louhans-Cuiseaux  | N                 | 35         | 18         | CF              | 1               | 0               | -                  | -                  | -                  | -           | -           | -           | 36     | 18     |
| lug.-dic. 2007      | R.E. Mouscron     | D1                | 2          | 0          | CB              | 0               | 0               | -                  | -                  | -                  | -           | -           | -           | 2      | 0      |
| gen.-giu. 2008      | Sedan             | L2                | 13         | 4          | CF              | 4               | 0               | -                  | -                  | -                  | -           | -           | -           | 17     | 4      |
| 2008-2009           | Sedan             | L2                | 29         | 9          | CF+CdL          | 6+0             | 3+0             | -                  | -                  | -                  | -           | -           | -           | 35     | 12     |
| 2009-2010           | Sedan             | L2                | 36         | 13         | CF+CdL          | 3+5             | 2+3             | -                  | -                  | -                  | -           | -           | -           | 44     | 18     |
| 2010-2011           | Sedan             | L2                | 30         | 10         | CF+CdL          | 4+1             | 0               | -                  | -                  | -                  | -           | -           | -           | 35     | 10     |
| Totale Sedan        | Totale Sedan      | Totale Sedan      | 108        | 36         |                 | 23              | 8               |                    | -                  | -                  |             | -           | -           | 131    | 44     |
| 2011-2012           | Boulogne          | L2                | 36         | 12         | CF+CdL          | 3+1             | 3+1             | -                  | -                  | -                  | -           | -           | -           | 40     | 16     |
| lug.-set. 2012      | Boulogne          | N                 | 5          | 3          | CF+CdL          | 0+1             | 0               | -                  | -                  | -                  | -           | -           | -           | 6      | 3      |
| set. 2012-2013      | Châteauroux       | L2                | 16         | 1          | CF+CdL          | 2+0             | 2+0             | -                  | -                  | -                  | -           | -           | -           | 18     | 3      |
| set. 2012-2013      | Châteauroux 2     | CFA2              | 1          | 0          | -               | -               | -               | -                  | -                  | -                  | -           | -           | -           | 1      | 0      |
| 2013-2014           | Istres            | L2                | 10         | 1          | CF+CdL          | 2+1             | 0               | -                  | -                  | -                  | -           | -           | -           | 13     | 1      |
| lug.-ott. 2015      | Boulogne          | N                 | 4          | 0          | CI+CdL          | -               | -               | -                  | -                  | -                  | -           | -           | -           | 4      | 0      |
| Totale Boulogne     | Totale Boulogne   | Totale Boulogne   | 45         | 15         |                 | 6               | 3               |                    | -                  | -                  |             | -           | -           | 51     | 18     |
| lug.-ott. 2015      | Boulogne 2        | CFA2              | 1          | 0          | -               | -               | -               | -                  | -                  | -                  | -           | -           | -           | 1      | 0      |
| ott. 2015-gen. 2016 | CA Bastia         | N                 | 4          | 2          | CI+CdL          | 1+0             | 0               | -                  | -                  | -                  | -           | -           | -           | 5      | 2      |
| 2016-gen. 2017      | Vitré             | CFA               | 12         | 6          | CF              | 0               | 0               | -                  | -                  | -                  | -           | -           | -           | 12     | 6      |
| gen.-giu. 2017      | Dunkerque         | N                 | 10         | 3          | CF+CdL          | -               | -               | -                  | -                  | -                  | -           | -           | -           | 10     | 3      |
| 2017-2018           | Dunkerque         | N                 | 14         | 1          | CF+CdL          | 4+0             | 0               | -                  | -                  | -                  | -           | -           | -           | 18     | 1      |
| Totale Dunkerque    | Totale Dunkerque  | Totale Dunkerque  | 24         | 4          |                 | 4               | 0               |                    | -                  | -                  |             | -           | -           | 28     | 4      |
| 2017-2018           | Dunkerque 2       | CFA2              | 5          | 3          | -               | -               | -               | -                  | -                  | -                  | -           | -           | -           | 5      | 3      |
| 2018-2019           | Le Touquet        | CFA2              | 11         | 1          | -               | -               | -               | -                  | -                  | -                  | -           | -           | -           | 11     | 1      |
| 2019-2020           | Le Touquet        | CFA2              | 6          | 1          | -               | -               | -               | -                  | -                  | -                  | -           | -           | -           | 6      | 1      |
| Totale Le Touquet   | Totale Le Touquet | Totale Le Touquet | 17         | 2          |                 | -               | -               |                    | -                  | -                  |             | -           | -           | 17     | 2      |
| Totale carriera     | Totale carriera   | Totale carriera   | 280        | 88         |                 | 39              | 14              |                    | -                  | -                  |             | -           | -           | 319    | 102    |